# Збірна Куби з футболу
Збі́рна Ку́би з футбо́лу — національна футбольна команда, що представляє Кубу на міжнародних матчах з футболу. Учасник ЧС 1938 та Олімпіад 1976, 1980, Контролюється Асоціацією футболу Куби.
Станом на 3 квітня 2025 посідає 167-e місце у рейтингу футбольних збірних світу.

## Чемпіонат світу
- 1930 — не брала участі
- 1934 — не пройшла кваліфікацію
- 1938 — 1/4 фіналу
- 1950 — не пройшла кваліфікацію
- 1954 — не прийнята ФІФА
- 1958 – 1962 — не брала участі
- 1966 — не пройшла кваліфікацію
- 1970 — не прийнята ФІФА
- 1974 — не брала участі
- 1978 – 1982 — не пройшла кваліфікацію
- 1986 — не брала участі
- 1990 — не пройшла кваліфікацію
- 1994 — забрала заявку
- 1998 – 2022 — не пройшла кваліфікацію

## Золотий кубок КОНКАКАФ
- 1963 — не брала участі
- 1965 — забрала заявку
- 1967 — не пройшла кваліфікацію
- 1969 — не брала участі
- 1971 — 4-е місце
- 1973 — не брала участі
- 1977 — не пройшла кваліфікацію
- 1981 — 5-е місце
- 1985 — не брала участі
- 1989 — не пройшла кваліфікацію
- 1991 — забрала заявку
- 1993 — не брала участі
- 1996 — не пройшла кваліфікацію
- 1998 — груповий етап
- 2000 — не пройшла кваліфікацію
- 2002 — груповий етап
- 2003 — 1/4 фіналу
- 2005 — груповий етап
- 2007 — груповий етап
- 2009 — забрали заявку
- 2011 — груповий етап
- 2013 — чвертьфінал
- 2015 — чвертьфінал
- 2017 — не пройшла кваліфікацію
- 2019 — груповий етап
- 2021 — не пройшла кваліфікацію
- 2023 — груповий етап
- 2025 — не пройшла кваліфікацію